# Arístides Masi
Arístides Nicolás Masi González (Asunción, 14 gennaio 1977) è un ex calciatore paraguaiano, di ruolo attaccante.

## Palmarès

### Club

#### Competizioni nazionali
- Campionato paraguaiano: 1

Cerro Porteño: 2004